# Simona Richterová
Simona Marcela Richter , (* 27. březen 1972 Reșița, Rumunsko) je bývalá reprezentantka Rumunska v judu. Je držitelkou bronzové olympijské medaile.

## Sportovní kariéra
S judeme začala v rodném městě pod vedením Dana Păşteana. Po celou svojí kariéru patřila k předním Evropským polotěžkým vahám. Na olympijské hry se jí podařilo kvalifikovat celkem třikrát. V roce 1992 a v roce 1996 vypadla v prvních kolech. Od roku 1998 se soustředila výhradně na soutěž váhových kategorií a byť jí velká medaile stále unikala tak na olympijské hry v Sydney se kvalifikovala jako nejlepší Evropanka podle získaných bodů ze světového poháru. Formu na do Sydney vyladila velmi dobře a vybojovala bronzovou olympijskou medaili. Po ukončení sportovní kariéry v roce 2003 se věnuje trenérské práci.

## Výsledky

### Váhové kategorie
| Olympijské hry     |     |     | úč. |    |    |     | úč. |    |   |     | 3. |     |
| Mistrovství světa  |     | úč. |     | —  |    | úč. |     | 7. |   | úč. |    | úč. |
| Mistrovství Evropy | úč. | —   | úč. | 5. | 7. | 5.  | úč. | 5. | — | 5.  | 5. | —   |
| MS juniorů         | 3.  |     |     |    |    |     |     |    |   |     |    |     |

### Bez rozdílu vah
| Turnaj             | 1990 | 1991 | 1992 | 1993 | 1994 | 1995 | 1996 | 1997 | 1998 | 1999 | 2000 | 2001 |
| Turnaj             | 18   | 19   | 20   | 21   | 22   | 23   | 24   | 25   | 26   | 27   | 28   | 29   |
| ------------------ | ---- | ---- | ---- | ---- | ---- | ---- | ---- | ---- | ---- | ---- | ---- | ---- |
| Mistrovství světa  |      | —    |      | —    |      | úč.  |      | úč.  |      | —    |      | —    |
| Mistrovství Evropy | úč.  | —    | 2.   | úč.  | úč.  | 2.   | 3.   | 5.   | —    | —    | —    | —    |